# 1134
| 1134               |
| ------------------ |
| Dødsfald - Fødsler |
| • Begivenheder     |

| Gregoriansk kalender | 1134 MCXXXIV            |
| Ab urbe condita      | 1887                    |
| Armensk kalender     | 583 ԹՎ ՇՁԳ              |
| Kinesiske kalender   | 3830 – 3831 癸丑 – 甲寅 |
| Etiopisk kalender    | 1126 – 1127             |
| Jødisk kalender      | 4894 – 4895             |
| Hindukalendere       |                         |
| - Vikram Samvat      | 1189 – 1190             |
| - Shaka Samvat       | 1056 – 1057             |
| - Kali Yuga          | 4235 – 4236             |
| Iransk kalender      | 512 – 513               |
| Islamisk kalender    | 528 – 529               |

Konge i Danmark: Niels 1104-1134 og Erik 2. Emune 1134-1137
Se også 1134 (tal)

## Begivenheder
- 4. juni - Slaget ved Fotevig i Skåne
- 25. juni - I Slesvig by dræber byens borgere den danske Kong Niels, der er på flugt efter nederlaget i Slaget ved Fodevig

## Dødsfald
- 4. juni – Magnus den Stærke, dansk medkonge april-juni 1134 (født ca. 1106/1107).
- 25. juni – Kong Niels bliver myrdet i Slesvig by som hævn for mordet på Knud Lavard